# Afin
Afinul (Vaccinium myrtillus L., denumire populară: afin, afin de munte, afin negru, afene, asine, coacăz, merișor de munte, pomușoară) este un arbust din familia Ericaceae. Poate fi întâlnit în Europa, nordul Asiei, Groenlanda, vestul Canadei și vestul Statelor Unite.

## Descrierea speciei
Este un subarbust (arbust mic), stufos, rămuros, cu tulpina de culoare verde, lungă de circa 30–60 cm, cu ramuri anguloase.
Frunzele sunt scurt-pețiolate, mici, ovale, denticulate (crestate pe margine), verzi pe ambele fețe.
Florile sunt verzui roșietice, albe sau rozé cu petalele unite sub formă de clopoțel, dispuse câte 1-2 la axila (subțioara) frunzelor. Înflorește în lunile mai-iunie.
Fructul este numit afină și reprezintă o bacă de culoare albastru-închisă sau albastru-brumărie, de formă rotundă, cu diametrul de 0,5 - 0,6 cm, zemoasă, cu suc violaceu, cu gust plăcut dulce acrișor.

## Înmulțire
Se poate înmulți prin însămânțare sau prin butași, obținuți din ramurile laterale care se înrădăcinează în turbă cu amestec de nisip. Pentru aceasta trebuie asigurată o umiditate moderată și o temperatură de 18 – 25 °C.

## Arealul de răspândire
Afinul crește în regiunile alpine până la altitudinea de 2000–2500 m, mai ales pe versanții umbriți și umezi, prin păduri de conifere, pajiști montane, pe stâncării și pe soluri silicoase.

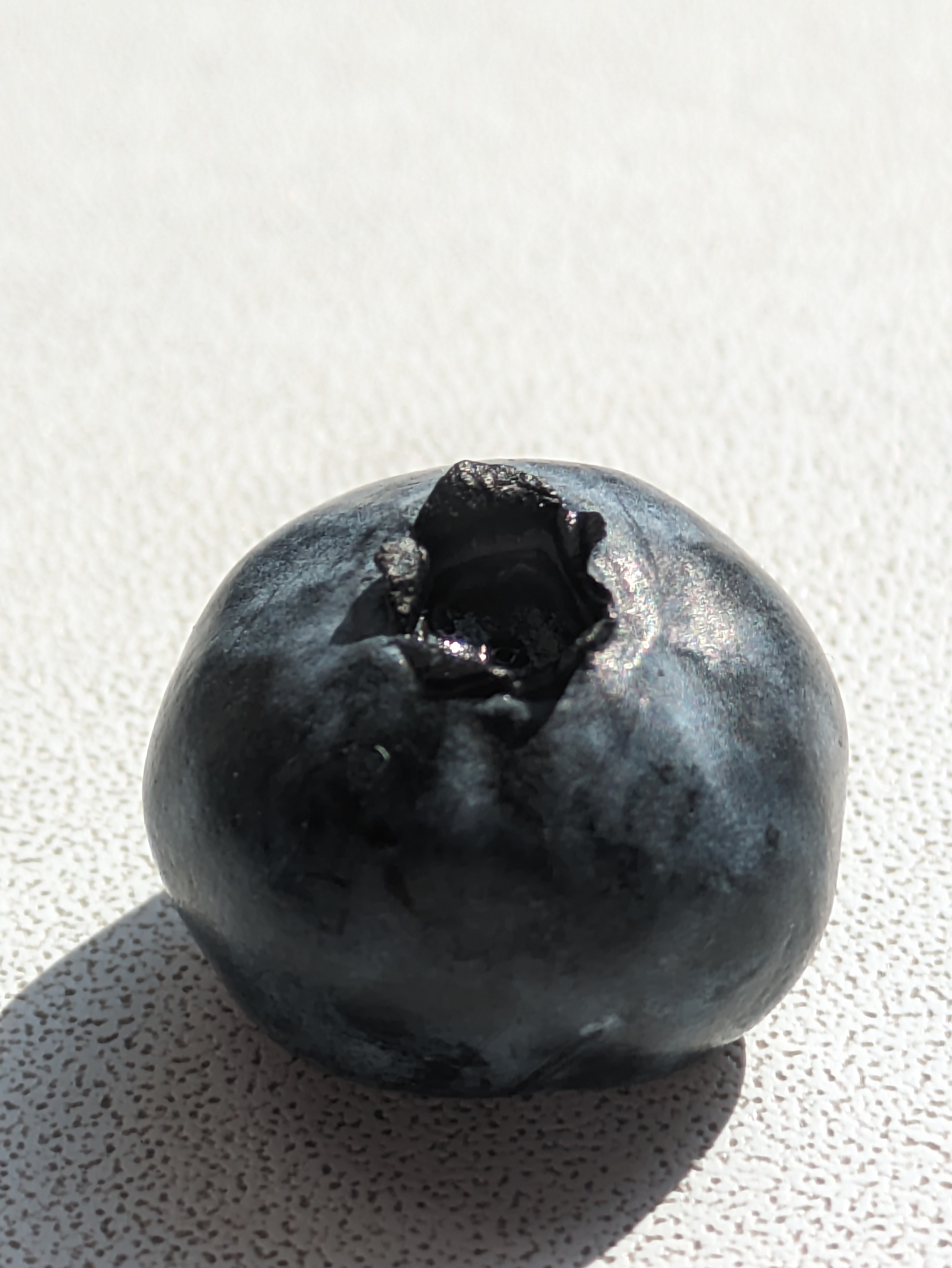
Blueberry

Fruct de afină

## Organe folosite în scopuri medicale
Frunzele și fructele - (Folia et fructus vaccinii myrtillus - expresii latine folosite mai ales în farmacologie).
- Folium Myrtilli - frunza
- Fructus Myrtilli - fructul

## Recoltare

### Momentul recoltării
- Frunzele, împreună cu ramurile, se culeg în timpul verii până în toamnă, în perioada mai-septembrie, după care se usucă la umbră împreună cu ramurile, în locuri bine aerisite.
- Fructele se culeg în perioada de maturitate (când sunt bine coapte) în lunile iulie - septembrie, consumându-se fie uscate fie proaspete.

### Moduri de recoltare
- Pentru recoltarea afinelor se folosește un „pieptene” alcătuit din sârme de oțel paralele, situate la distanța "D" între ele, fixate într-un mâner, înclinate astfel încât afinele recoltate să se strângă la baza instrumentului (adică spre mâner). Distanța "D" este foarte importantă. Dacă sârmele sunt prea rare, afinele vor cădea printre sârme, dacă sârmele sunt prea dese, vor jumuli și frunze și ramuri, distrugând tufa de afin. Bineînțeles sârmele sunt rotunjite la capătul liber.

### Modele de pieptene

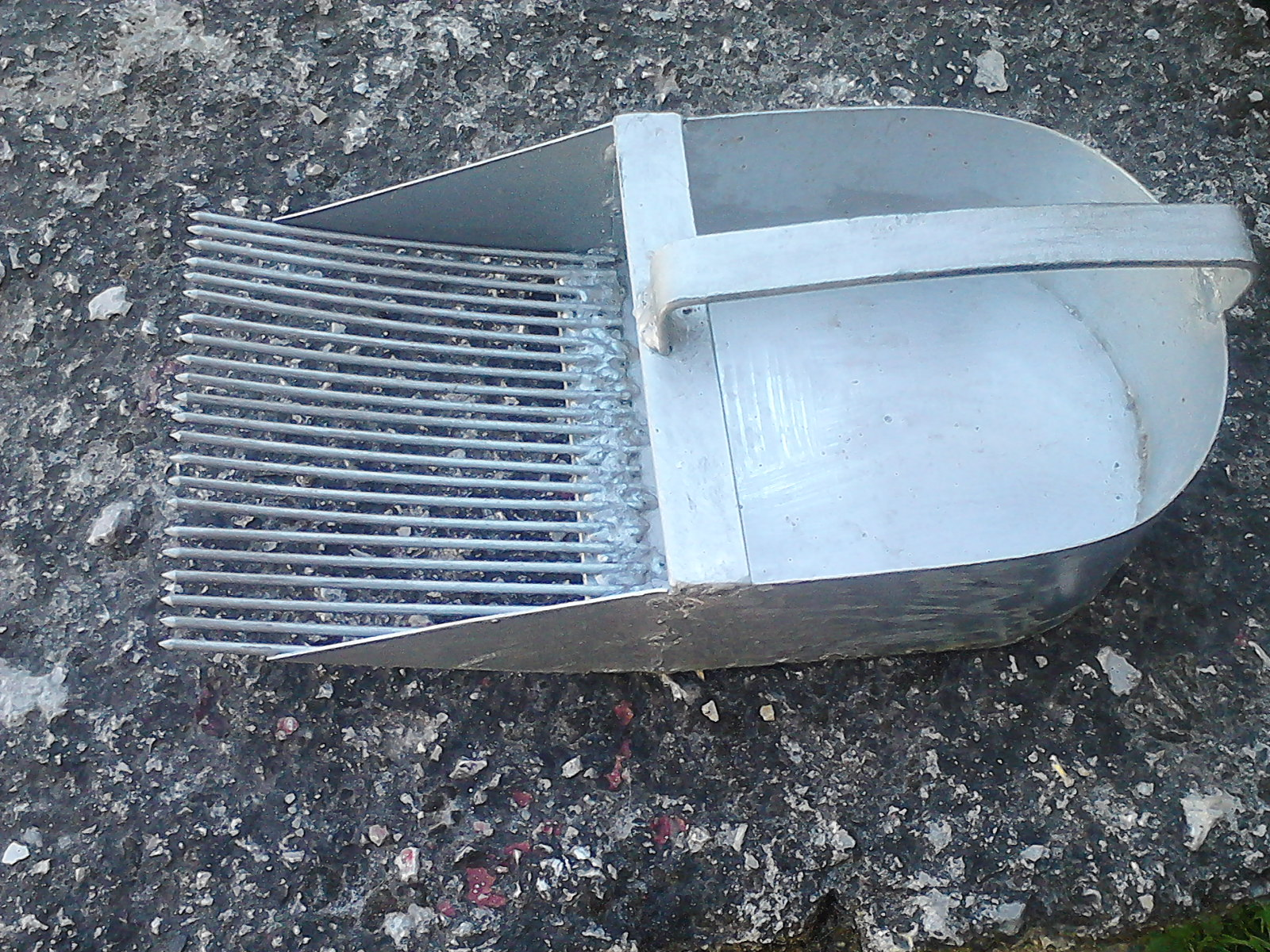
Adăugați o legendă aici

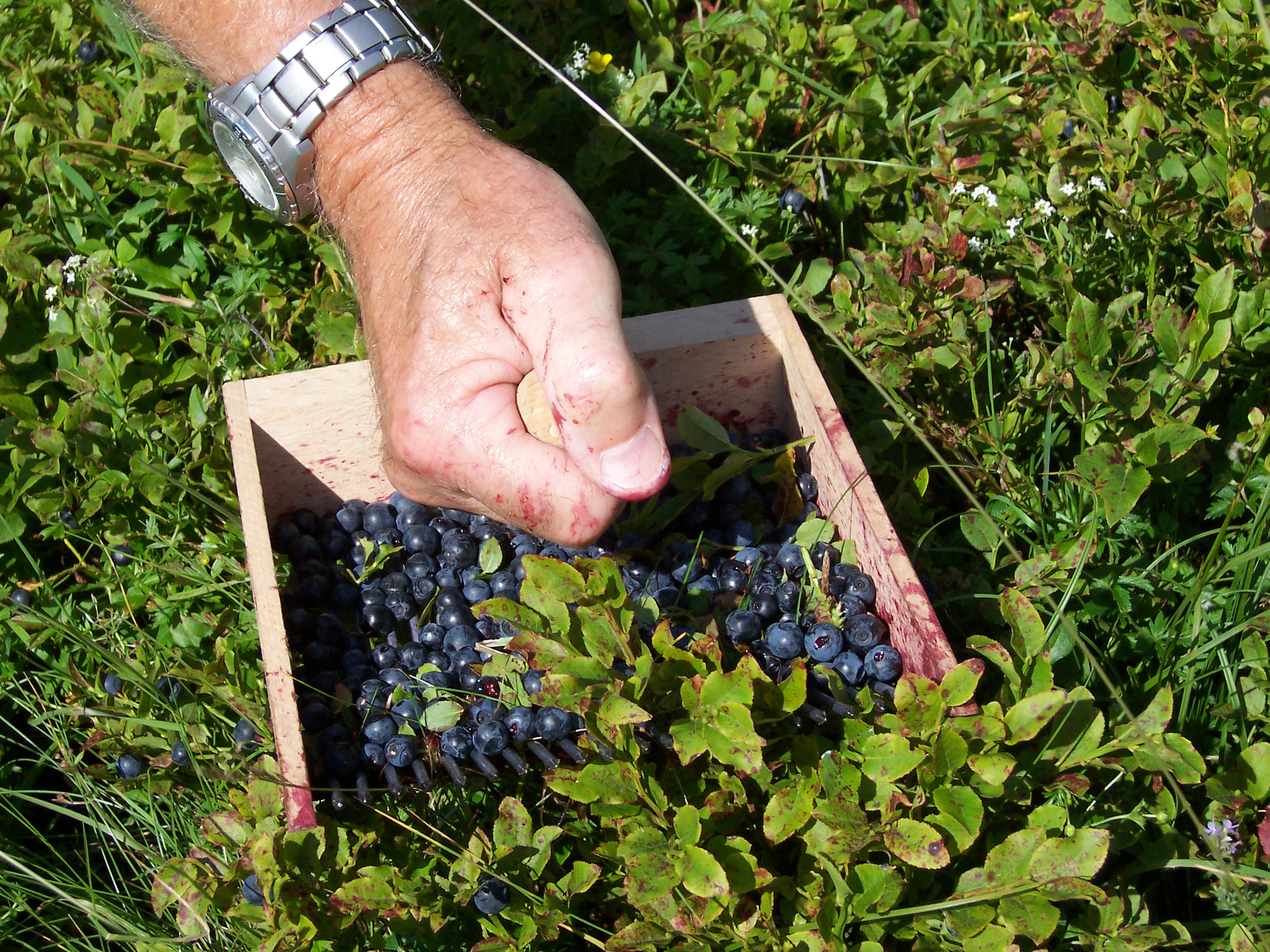
Adăugați o legendă aici

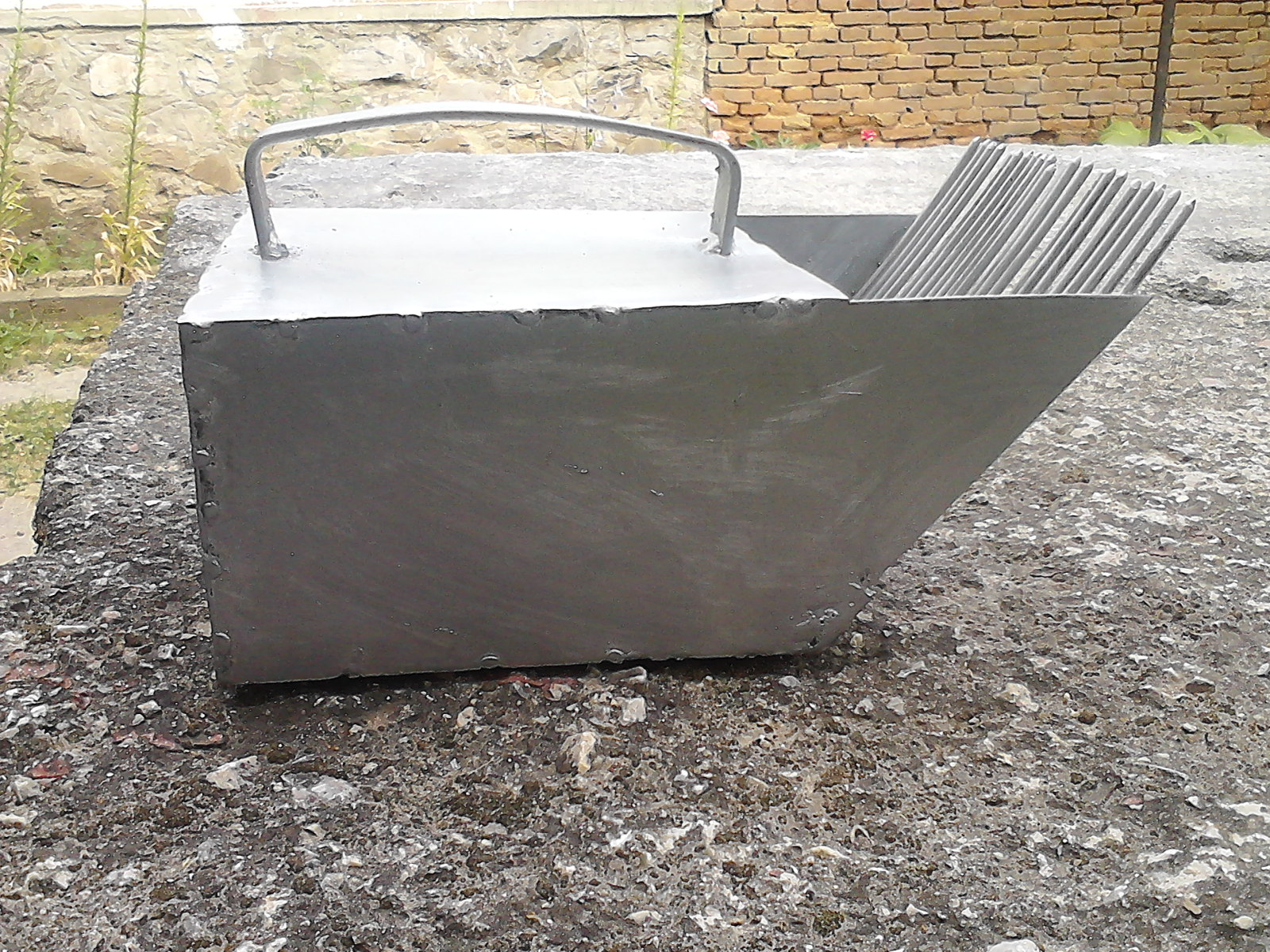
Adăugați o legendă aici

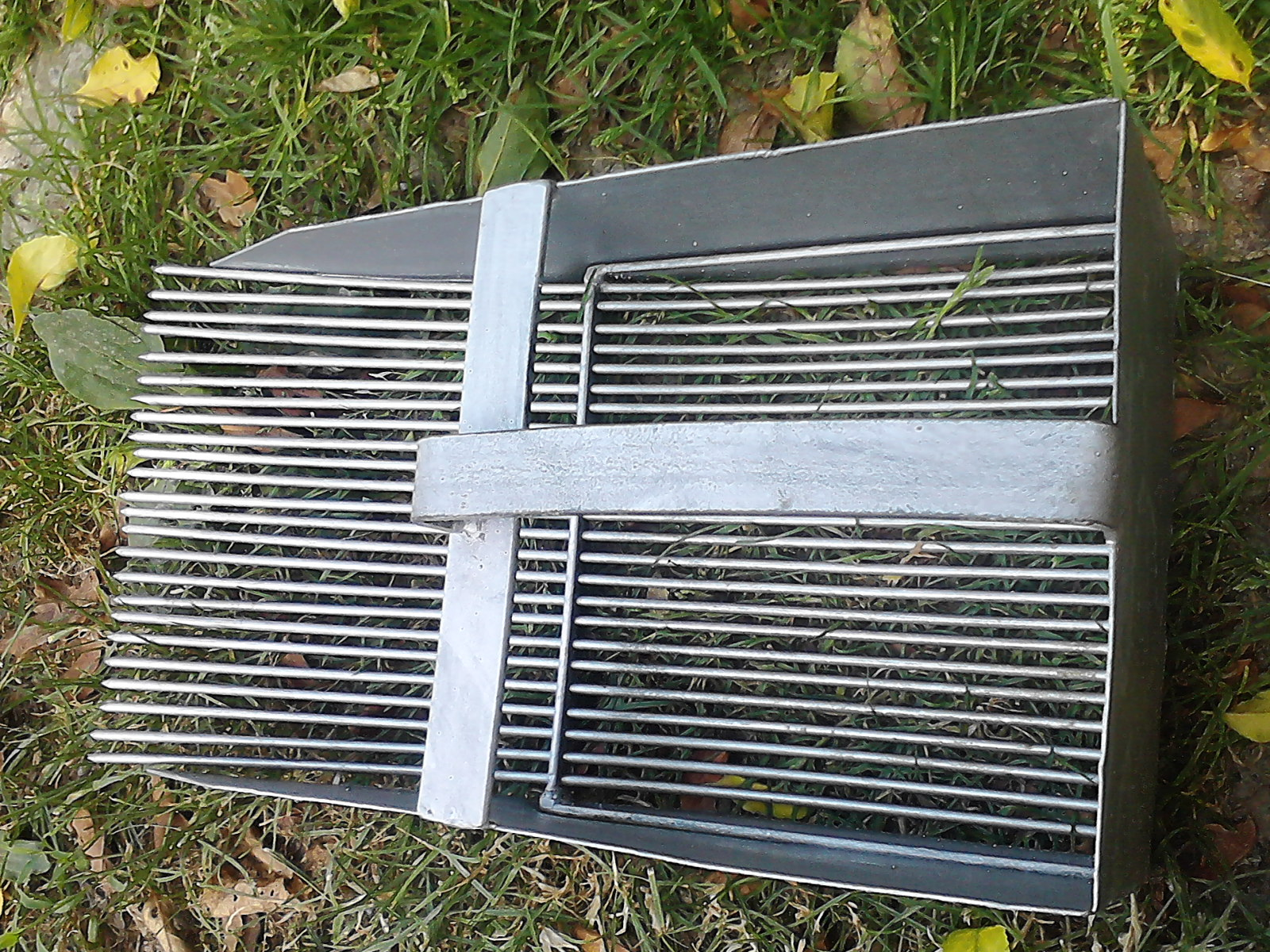
Adăugați o legendă aici

- Fructele se desprind de frunze prin scufundarea într-un vas cu apă, se zvântă la soare și se așază pe policioare de plasă. Se depozitează în încăperi aerisite, fără praf, încălzite. Se pun ulterior în pungi sau săculețe de hârtie.

## Principii active
- Frunzele conțin: tanin, arbutină, hidrochinonă, mirtilină, neomirtilină.
- Fructele conțin: tanin, pectine, mirtilină, zaharuri, provitamina A, vitamina C, acizi organici (citric, malic, oxalic, succinic, lactic).

## Indicații terapeutice
Frunzele și fructele de afin au proprietăți astringente datorită taninului. Au activitate antibacteriană (modificând favorabil flora patogenă intestinală) și antidiareică.
Cu un conținut important de antioxidanți, afinele sunt fructe ce nu ar trebui sa lipsească din alimentația zilnică, indiferent că sunt consumate proaspete, congelate, sau sub formă de ceai.
Se recomandă în diabet (scade zahărul din sânge), gută, enterocolită (colită de fermentație sau de putrefacție), parazitoze intestinale, infecții urinare, uremie, ca antiseptic minor (este bacteriostatic) și diuretic precum și în reumatism, afecțiunile dermatologice, tulburările circulatorii periferice, uretrite, somatite, eczeme, ulcerații cronice sângerânde. Frunzele intră în compoziția ceaiului dietetic.
Afinele sunt folosite la obținerea afinatei, o băutură alcoolică destul de apreciată, sau la prăjituri și alte dulciuri.

## Mod de utilizare
Se pot folosi următoarele preparate:
1. Infuzie din frunze, care se obține din frunze, punând 2 lingurițe la 500 ml apă clocotită. Se beau 2-3 căni de infuzie călduță, fracționat în 3 reprize, în decursul unei zile (1 litru pe zi).
2. Decoct din frunze - 500 ml/zi în trei reprize.
3. Suc de fructe.
4. Decoct de fructe.

## Imagini

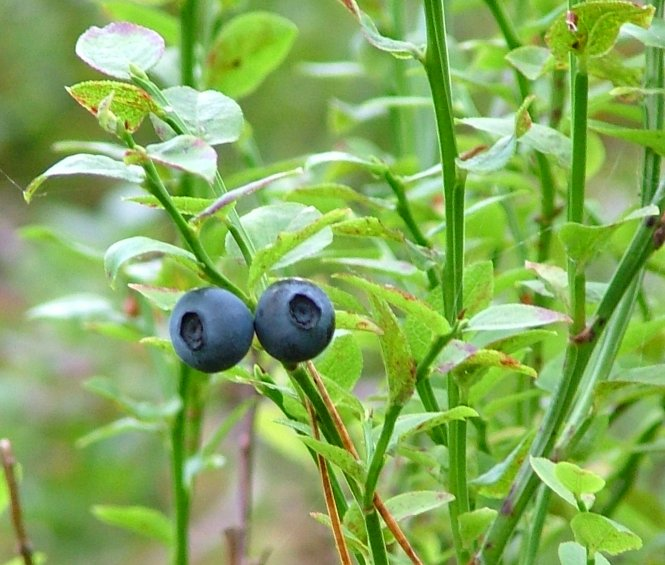
Afin
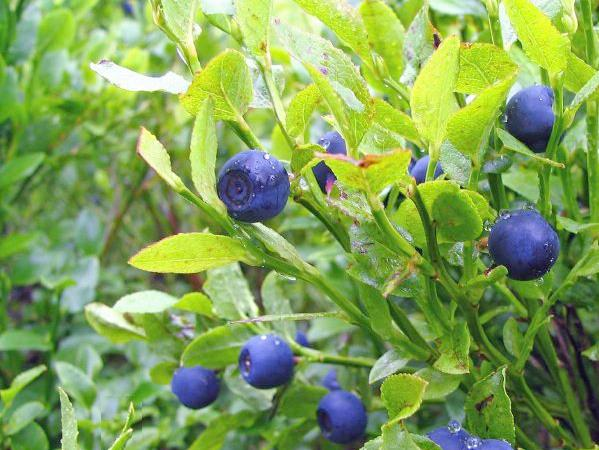
Afin
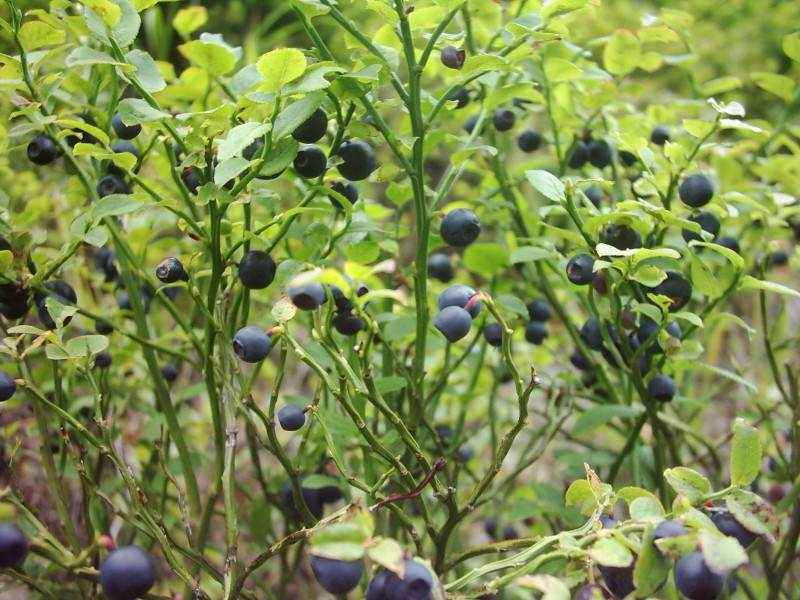
Afin
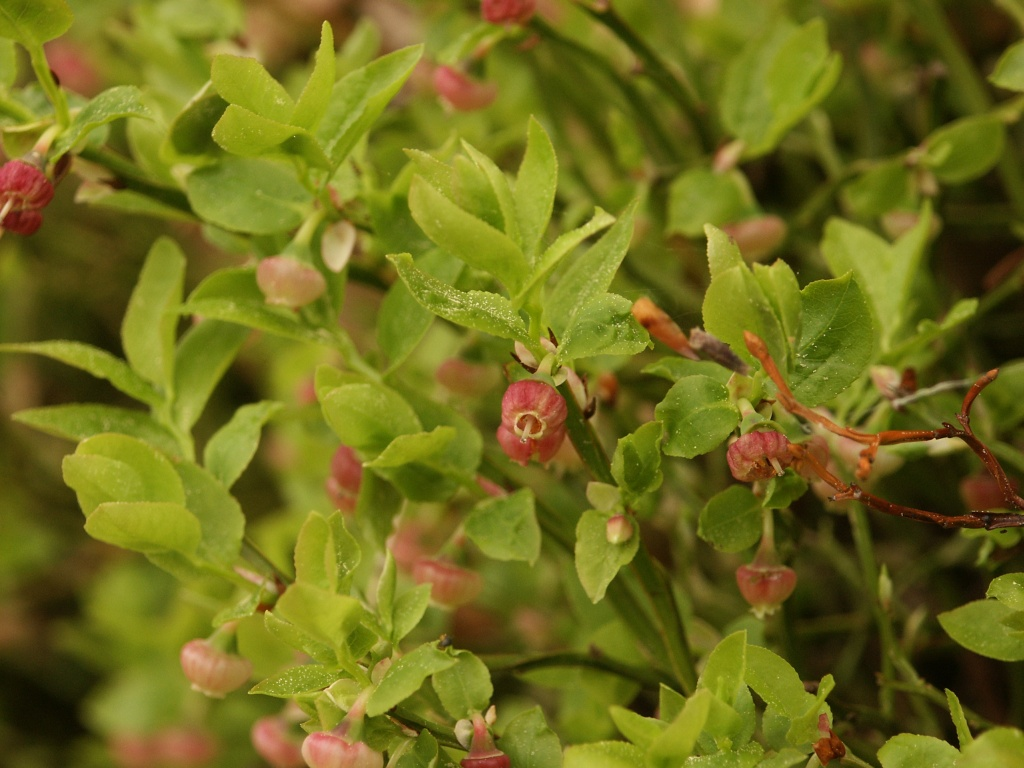
Afin în perioada de înflorire